# إنريكي أوليفيرا
إنريكي أوليفيرا (بالإسبانية: Enrique Olivera)‏ هو محامي وسياسي أرجنتيني، ولد في 9 فبراير 1940 في بوينس آيرس في الأرجنتين، وتوفي بنفس المكان في 4 نوفمبر 2014. حزبياً، نشط في الاتحاد المدني الراديكالي وCivic Coalition ARI ‏. وقد انتخب رئيس حكومة مدينة بوينس آيرس المستقلة (10 ديسمبر 1999 – ).

## وصلات خارجية
- الموقع الرسمي